# CANTV Televisión Satelital
CANTV Televisión Satelital (también llamado como CANTV Satelital) es un servicio de televisión satelital por suscripción venezolano propiedad de la empresa estatal CANTV.

## Historia

### 2010
En enero de 2012, ya en órbita el satélite VENESAT-1 (Simón Bolívar), el gobierno del entonces presidente Hugo Chávez puso a disposición el servicio de televisión satelital por suscripción de CANTV a través de éste satélite.
Para el primer trimestre del año 2015 tras tres años de servicio desde su lanzamiento, CANTV Satelital logró conectar a una cantidad de 843.047 suscriptores constando de una cantidad de 52 canales de televisión y más de siete emisoras de radios nacionales para ese entonces.

### 2020
El servicio estuvo habilitado desde su lanzamiento hasta marzo de 2020, cuando quedó fuera de servicio, ante una incidencia técnica en el satélite VENESAT-1, que imposibilitaba la transmisión de la señal de radio y televisión abierta hacia el interior del país, esto fue en plena pandemia causada por el virus COVID-19.
En junio de 2020, tras el cese de las operaciones de DirecTV en Venezuela, la presidenta de CANTV Gabriela Jimenez, anunció que CANTV Televisión Satelital volvería a transmitir su señal, ya que se enlazaron con el satélite Star One C4. Jimenez aseguraba que para volver a disfrutar de la señal por suscripción se tenía que reprogramar el decodificador y orientar la antena paso a paso, de acuerdo a los anuncios que ellos dieran; desde entonces, la operadora comenzó a restablecer su servicio de forma progresiva en el país.
Desde entonces, el servicio estuvo bajo periodo de pruebas, por lo que se pudo utilizar la señal del servicio sin pago alguno hasta inicios de abril de 2021, cuando inició su proceso de autogestión de usuario para proceder al cobro del servicio. Para el primer trimestre de 2022, el servicio logró conectar a 261.144 usuarios, con una oferta de un plan único de 40 canales de variedades, información, educación, infantiles y deportes; con una constante ampliación de suscriptores con la venta de kits por parte de la empresa.

## Lista de canales de Televisión satelital
| Nro: | Canal de TV             | Temática                    | Formato de Imagen | País de Origen |
| ---- | ----------------------- | --------------------------- | ----------------- | -------------- |
| 002  | TVES                    | Variedades                  | SDTV              | Venezuela      |
| 003  | VTV                     | Informativo                 | SDTV              | Venezuela      |
| 004  | Venevisión              | Variedades                  | SDTV              | Venezuela      |
| 005  | Colombeia               | Educativa                   | SDTV              | Venezuela      |
| 006  | Televen                 | Variedades                  | SDTV              | Venezuela      |
| 007  | Globovisión             | Informativa                 | SDTV              | Venezuela      |
| 008  | Ávila TV                | Variedades                  | SDTV              | Venezuela      |
| 009  | Canal Cultura Venezuela | Cultural                    | SDTV              | Venezuela      |
| 010  | ViVe                    | Cultural y educativa        | SDTV              | Venezuela      |
| 011  | ShowVen TV              | Musical                     | SDTV              | Venezuela      |
| 012  | Vepaco TV               | Variedades                  | SDTV              | Venezuela      |
| 100  | CANTV                   | Informativa                 | SDTV              | Venezuela      |
| 101  | CGTN Español            | Generalista                 | SDTV              | China          |
| 102  | TV Pública              | Generalista                 | SDTV              | Argentina      |
| 103  | Telesur                 | Informativo                 | SDTV              | Venezuela      |
| 104  | RT en Español           | Informativo                 | SDTV              | Rusia          |
| 105  | HispanTV                | Informativo                 | SDTV              | Irán           |
| 107  | Bolivisión              | Variedades                  | SDTV              | Bolivia        |
| 108  | SEO TV                  | Variedades                  | SDTV              | Bolivia        |
| 109  | TVFANB                  | Militar                     | SDTV              | Venezuela      |
| 201  | 123TV                   | Infantil                    | SDTV              | Venezuela      |
| 202  | Discovery Kids          | Infantil                    | SDTV              | Estados Unidos |
| 301  | ConCiencia TV           | Científica                  | SDTV              | Venezuela      |
| 302  | Animal Planet           | Documentales                | SDTV              | Estados Unidos |
| 303  | Discovery               | Documentales y series       | SDTV              | Estados Unidos |
| 304  | Sun Channel             | Turística                   | SDTV              | Venezuela      |
| 305  | TLC                     | Estilo de vida y viajes     | SDTV              | Estados Unidos |
| 306  | Home & Health           | Estilo de vida y variedades | SDTV              | Estados Unidos |
| 307  | IVC HD                  | Generalista                 | HDTV              | Venezuela      |
| 308  | Agrotendencia           | Agropecuario                | SDTV              | Venezuela      |
| 309  | HGTV                    | Estilo de vida              | SDTV              | Estados Unidos |
| 310  | Food Network            | Gastronomía                 | SDTV              | Estados Unidos |
| 311  | Discovery Science       | Científico                  | SDTV              | Estados Unidos |
| 312  | Investigation Discovery | Documentales y series       | SDTV              | Estados Unidos |
| 313  | Enlace TV               | Evangélica                  | SDTV              | Estados Unidos |
| 314  | TV Familia              | Católico                    | SDTV              | Venezuela      |
| 501  | Meridiano Televisión    | Deportiva                   | SDTV              | Venezuela      |
| 502  | PX Sports               | Deportiva                   | SDTV              | México         |
| 503  | GolTV                   | Deportiva                   | SDTV              | Uruguay        |
| 504  | Discovery Turbo         | Automovilismo               | SDTV              | Estados Unidos |
| 602  | TLT HD                  | Variedades                  | HDTV              | Venezuela      |
| 624  | Ávila TV                | Variedades                  | HDTV              | Venezuela      |